# Lyndeborough
Lyndeborough est une municipalité américaine située dans le comté de Hillsborough au New Hampshire. Selon le recensement de 2010, sa population est de 1 683 habitants.

## Géographie
La municipalité s'étend sur 30,53 milles carrés (79,07 km2), dont 0,12 milles carrés (0,31 km2) d'étendues d'eau.

## Histoire
La localité est fondée en 1735 sous le nom de Salem-Canada par des soldats originaire de Salem (Massachusetts) et ayant combattu au Canada. Benjamin Lynde, futur juge en chef du Massachusetts, acquiert une partie de la ville en 1763. Lyndeborough devient une municipalité l'année suivante, en 1764.